# Osowo (rejon lidzki)
Osowo (biał. Восава, Wosawa; ros. Осово, Osowo) – wieś na Białorusi, w obwodzie grodzieńskim, w rejonie lidzkim, w sielsowiecie Bielica.

## Historia
W XIX i w początkach XX w. położone było w Rosji, w guberni wileńskiej, w powiecie lidzkim, w gminie Bielica. Należało wówczas do książąt Wittgensteinów.
W dwudziestoleciu międzywojennym leżało w Polsce, w województwie nowogródzkim, w powiecie lidzkim, w gminie Bielica. W 1921 miejscowość liczyła 257 mieszkańców, zamieszkałych w 57 budynkach, w tym 174 Polaków i 83 Białorusinów. 173 mieszkańców było wyznania prawosławnego i 84 rzymskokatolickiego.
Po II wojnie światowej w granicach Związku Sowieckiego. Od 1991 w niepodległej Białorusi.